# Caborca
Caborca, Heroica Caborca – miasto w środkowej części meksykańskiego stanu Sonora, siedziba władz gminy Caborca. Miejscowość jest położona na pustynnej nizinie, na wysokości 275 m n.p.m. Caborca leży około 170 km na północ od stolicy stanu Hermosillo i około 75 km od wybrzeża Zatoki Kalifornijskiej. W 2010 roku ludność miejscowości liczyła 52 330 mieszkańców.
Miejscowość została założona w 1688 roku przez Jezuitę - Eusebio Francisco Kino.

## Współpraca
- Puerto Peñasco, Meksyk
- Culiacán, Meksyk
- San Luis Potosí, Meksyk
- Tepic, Meksyk
- Acaponeta, Meksyk
- Prescott, Stany Zjednoczone
- Upland, Stany Zjednoczone
- Turlock, Stany Zjednoczone
- Porterville, Stany Zjednoczone
- Albany, Stany Zjednoczone
- Green Bay, Stany Zjednoczone
- Tucson, Stany Zjednoczone
- Paryż, Francja